# Айшон

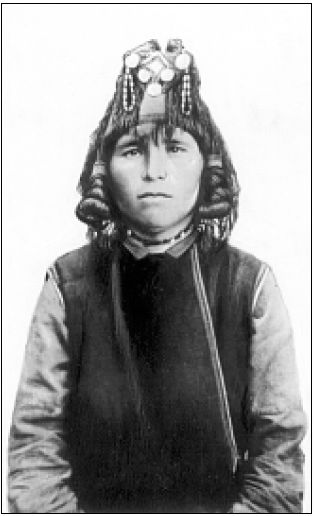
Замужняя удмуртка в айшоне с причёской чузирет, кон. XIX в.

Айшон (от общепермского ай — «передний» и шон — «развесить») — традиционный женский головной убор удмуртов. Высокая конусовидная шапка на кожаной или берестяной основе, обшитая холстом, украшенная монетами и разными подвесками.
Аналогом айшона являются русский кокошник, марийская шурка, мордовский панго и казахский саукеле. Высота головного убора составляет 20-40 см. Наиболее полно айшон описал немецко-русский учёный Петер Паллас в 1788 году. Айшоны носили замужние удмуртки. Первый раз айшон надевался на свадьбе в доме мужа, и носился, пока женщина находилась в репродуктивном возрасте. Затем его меняли на другой головной убор. Вместе с айшоном носили специальное покрывало — сюлик.
В XVIII—XIX веках айшоны носили в Сарапульском, Елабужском, Малмыжском уездах Вятской губернии. В конце XIX века он начал выходить из употребления. Сегодня айшоны можно встретить в музеях и в сценических национальных костюмах.
Во время отборочного тура на «Евровидение-2010» коллектив «Бурановские бабушки» исполнил песню «Длинная-длинная береста и как сделать из неё айшон».